# Боулінг-Грін (Меріленд)
Боулінг-Грін (англ. Bowling Green) — переписна місцевість (CDP) в США, в окрузі Аллегені штату Меріленд. Населення — 1018 осіб (2020).

## Географія
Боулінг-Грін розташований за координатами 39°37′38″ пн. ш. 78°48′18″ зх. д. / 39.62722° пн. ш. 78.80500° зх. д. (39.627105, -78.805057).  За даними Бюро перепису населення США в 2010 році переписна місцевість мала площу 2,49 км², уся площа — суходіл.

## Демографія
Згідно з переписом 2010 року, у переписній місцевості мешкало 1077 осіб у 479 домогосподарствах у складі 288 родин. Густота населення становила 432 особи/км².  Було 533 помешкання (214/км²).
Расовий склад населення:
| - 94,3 % — білих - 2,0 % — чорних або афроамериканців - 0,3 % — азіатів - 0,2 % — корінних американців - 0,1 % — вихідців з тихоокеанських островів |

До двох чи більше рас належало 2,6 %. Частка іспаномовних становила 0,8 % від усіх жителів.
За віковим діапазоном населення розподілялося таким чином: 18,6 % — особи молодші 18 років, 64,4 % — особи у віці 18—64 років, 17,0 % — особи у віці 65 років та старші. Медіана віку мешканця становила 42,2 року. На 100 осіб жіночої статі у переписній місцевості припадало 91,3 чоловіків;  на 100 жінок у віці від 18 років та старших — 86,6 чоловіків також старших 18 років.
Середній дохід на одне домашнє господарство  становив 52 177 доларів США (медіана — 41 250), а середній дохід на одну сім'ю — 62 767 доларів (медіана — 62 813). Медіана доходів становила 42 039 доларів для чоловіків та 32 206 доларів для жінок. За межею бідності перебувало 17,3 % осіб, у тому числі 35,5 % дітей у віці до 18 років та 2,1 % осіб у віці 65 років та старших.
Цивільне працевлаштоване населення становило 548 осіб. Основні галузі зайнятості: освіта, охорона здоров'я та соціальна допомога — 29,7 %, роздрібна торгівля — 15,1 %, мистецтво, розваги та відпочинок — 13,1 %.